# Zack Wheeler
Zachary Harrison Wheeler (Smyrna, 30 maggio 1990) è un giocatore di baseball statunitense, lanciatore per i Philadelphia Phillies della Major League Baseball.

## Minor League (MiLB)
Wheeler fu selezionato al primo giro del draft amatoriale del 2009 come 6ª scelta assoluta dai San Francisco Giants. Nel 2010 iniziò a livello A con gli Augusta GreenJackets nella South Atlantic League "SAL", chiudendo con 3 vittorie e altrettante sconfitte, 3.99 di ERA e .218 alla battuta contro di lui in 21 partite di cui 13 da partente (58.2 inning). Nel 2011 giocò con due squadre finendo con 9 vittorie e 7 sconfitte, 3.52 di ERA e .231 alla battuta contro di lui in 22 partite tutte da partente (115.0 inning).
Nel 2012 giocò con due squadre finendo con 12 vittorie e 8 sconfitte, 3.26 di ERA e .221 alla battuta contro di lui in 25 partite tutte da partente con due incontri giocati interamente senza subire punti (149.0 inning). Nel 2013 a livello AAA giocò con i Las Vegas 51s nella Pacific Coast League "PCL" finendo con 4 vittorie e 2 sconfitte, 3.93 di ERA e .236 alla battuta contro di lui in 13 partite tutte da partente (68.2 inning).
Nel 2016 giocò un solo inning a livello A+ con i St. Lucie Mets nella Florida State League "FSL".

## Major League (MLB)
Il 18 giugno 2013 venne promosso in 1ª squadra, debuttò lo stesso giorno nella MLB al Citi Field di New York contro gli Atlanta Braves, chiudendo in 6 inning con 4 valide subite, 7 strikeout, 0.00 di ERA e 5 basi concesse. Il giorno seguente venne rimandato di nuovo nei 51s della "PCL". Il 25 venne nuovamente promosso in MLB. Terminò la sua prima stagione da professionista con 7 vittorie e 5 sconfitte, 3.42 di ERA e .243 alla battuta contro di lui in 17 partite tutte da partente (100.0 inning). Nella stagione 2014 terminò con 11 vittorie e altrettante sconfitte, 3.54 di ERA, .240 alla battuta contro di lui in 32 partite tutte da partente (185.1 inning), terminando un'intera partita senza subire punti "shutout".
Il 27 marzo 2015 venne inserito nella lista infortuni dei (15 giorni) per recuperare dal Tommy John surgery. Il 21 aprile venne spostato nella lista dei (60 giorni), terminando la stagione. Il 25 marzo 2016 venne nuovamente inserito nella lista infortuni dei (15 giorni) per completare la sua riabilitazione, ma a causa di varie ricadute il 26 aprile venne spostato nuovamente sulla lista dei (60 giorni) saltando ancora una intera stagione regolare. 
L'11 gennaio 2017 firmò un annuale per 800.000$ in arbitrariato. Wheeler divenne free agent al termine della stagione 2019.
Il 9 dicembre 2019, Wheeler firmò un contratto quinquennale del valore di 118 milioni di dollari con i Philadelphia Phillies.

## Palmarès

### MLB
- MLB All-Star: 1

2021
- Capoclassifica in strikeout: 1

NL: 2021 (247)

### MiLB
- (2) Futures Game Selection (2010, 2012)
- (1) MiLB.com Organization All-Star (2012)
- (1) Baseball America AA All-Star (2013)
- (1) Mid-Season All-Star della Eastern League "EAS" (2012)
- (1) Mid-Season All-Star della California League "CAL" (2011)